# Пам'ятки культурної спадщини Золотниківської громади
У статті наведений перелік об'єктів культурної спадщини Золотниківської громади Тернопільського району Тернопільської области України.

## Пам'ятки археології
| № | Назва                           | Дата | Адреса | Охоронний номер | Документ про взяття на облік |
| - | ------------------------------- | --- | --- | --------------- | --- |
| 1 | Курган Багатківці І             | культура невизначена | с. Багатківці, північно-східні околиці села, вершина гори Лисої, між двома господарськими дворами                                                                     | 1695            | Наказ управління культури обласної державної адміністрації від 27.01.2010 № 16                                                                                            |
| 2 | Поселення Бурканів І            | ранній залізний вік (І тис. до н. е.), давньоруський час (ХІІ – ХІІІ ст.)                                                                 | с. Бурканів, на правому березі р. Стрипа у південно-західній частині села                                                                                             | 1357            | Наказ управління культури обласної державної адміністрації від 27.01.2010 № 16                                                                                            |
| 3 | Поселення Зарваниця І           | трипільська культура (IV – кінець ІІІ тис. до н.е.) епоха бронзи - ранньозалізний вік (XV – V ст. до н.е.) давньоруський час (Х-ХІІІ ст.) | с. Зарваниця, вул. А.Шептицько-го, у центральній частині села, на відстані 20 м від місцевої духовної семінарії, на мисі, утвореному вигином лівого берега р. Стрипа. | 4361-Тр         | Наказ управління культури обласної державної адміністрації від 24.03.2011 № 36; Наказ Міністерства культури України від 23.01.2012 № 51                                   |
| 4 | Могильник курганний Золотники І | недатовано | с. Золотники, урочище “Великий ліс” | 2757            | Наказ управління культури обласної державної адміністрації від 18.10.2005 № 112                                                                                           |
| 5 | Курган Золотники ІІ             | епоха бронзи – ранньозалізний час (XV — V ст. до н.е.)                                                                                    | с. Золотники, 3 км на південний схід від села, гора Могила | 1740            | Наказ управління культури обласної державної адміністрації від 27.01.2010 № 16                                                                                            |
| 6 | Поселення Золотники IV          | давньоруський час (Х-ХІІІ ст.) | с. Золотники, північні околиці села, південно-східніше господарського двору на мисі утвореному вигином правого берега р. Серет по вул. Королівка                      | 4567-Тр         | Наказ департаменту культури, релігій та національностей обласної державної адміністрації від 15.05.2014 № 76-од, Наказ Міністерства культури України від 18.04.2017 № 323 |
| 7 | Городище Надрічне І             | давньоруський час (ХІІ – ХІІІ ст.) | с. Надрічне, лівий берег р. Стрипа, південно-східна околиця села | 2770            | Наказ управління культури обласної державної адміністрації від 18.10.2005 № 112                                                                                           |

## Пам'ятки архітектури
| №  | Назва                                                  | Дата          | Адреса                   | Охоронний номер | Документ про взяття на облік                                 |
| -- | ------------------------------------------------------ | ------------- | ------------------------ | --------------- | ------------------------------------------------------------ |
| 1. | Церква Усікновення голови св. Іоанна Хрестителя (дер.) | 1888 р.       | с. Гниловоди Гвардійське | 2123            | рішення Тернопільського облвиконкому від 06.10.1994 р. №44   |
| 2. | Костел                                                 | 1939 р.       | с. Гниловоди Гвардійське | 2124            | рішення Тернопільського облвиконкому від 06.10.1994 р. №44   |
| 3. | Дзвіниця (мур.)                                        | XVIII ст.     | с. Зарваниця             | 222             | рішення Тернопільського облвиконкому від 05.12.1986 р. № 343 |
| 4. | Костел (мур.)                                          | XVIII ст.     | с. Зарваниця             | 223             | рішення Тернопільського облвиконкому від 05.12.1986 р. № 343 |
| 5. | Церква Покрови Пресвятої Богородиці (мур.)             | 1747-1755 рр. | с. Зарваниця             | 550/1           | рішення Тернопільського облвиконкому від 31.03.1992 р. № 30  |
| 6. | Дзвіниця церкви Покрови Пресвятої Богородиці (мур.)    | 1754 р.       | с. Зарваниця             | 550/2           | рішення Тернопільського облвиконкому від 31.03.1992 р. № 30  |

## Пам'ятки історії
| №  | Назва                                                                                                | Дата                                | Адреса                                                                   | Охоронний номер | Документ про взяття на облік |
| -- | --- | ----------------------------------- | ------------------------------------------------------------------------ | --------------- | --- |
| 1  | Пам'ятний знак (хрест) на честь скасування панщини                                                   |                                     | с. Багатківці, біля головної догоги зліва                                | 1852-Тр         | Розпорядження Представника Президента України в Тернопільській області від 25.06.1992 р. № 148, Наказ Міністерства Культури України від 22.11.2012 р. № 1364    |
| 2  | Братська могила Українських Січових Стрільців (2 чол.)                                               | 2003 р.                             | с. Багатківці, кладовище, біля грунтової дороги                          | 1816            | Наказ управління культури Тернопільської обласної державної адміністрації від 18.10.2005 р. № 112                                                               |
| 3  | Братська могила воїнів Української Повстанської Армії (18 чол.)                                      |                                     | с. Багатківці, кладовище, біля клену і берези                            | 1817            | Наказ управління культури Тернопільської обласної державної адміністрації від 18.10.2005 р. № 112                                                               |
| 4  | Пам'ятний знак воїнам-землякам, які загинули в роки Другої світової війни                            | 1970 р.                             | с. Бенева, біля головної дороги, перед церквою                           | 766             | Рішення виконкому Тернопільської обласної ради від 22.03.1971 р. № 147                                                                                          |
| 5  | Пам'ятний знак (хрест) на честь скасування панщини                                                   |                                     | с. Бенева, біля церкви                                                   | 1851            | Розпорядження Представника Президента України в Тернопільській області від 25.06.1992 р. № 148                                                                  |
| 6  | Братська могила воїнів Української Повстанської Армії (3 чол.)                                       |                                     | с. Бенева, кладовище                                                     | 1819            | Наказ управління культури Тернопільської обласної державної адміністрації від 18.10.2005 р. № 112                                                               |
| 7  | Командний пункт - бункер бригади Больцано                                                            | 1915 р.                             | с. Бурканів                                                              | 4408-Тр (3267)  | Наказ управління культури Тернопільської обласної державної адміністрації від 29.10.2012 р. № 149, Наказ Міністерства культури України від 28.11.2013 р. № 1224 |
| 8  | Пам'ятний знак воїнам-землякам, які загинули в роки Другої світової війни                            | 1972 р.                             | с. Бурканів, біля сільської ради                                         | 768             | Рішення виконкому Тернопільської обласної ради від 12.06.1978 р. № 286                                                                                          |
| 9  | Братська могила воїнів Української Повстанської Армії (119 чол. відомі)                              |                                     | с. Вишнівчик, кладовище, західний бік біля огорожі                       | 1824            | Наказ управління культури Тернопільської обласної державної адміністрації від 18.10.2005 р. № 112                                                               |
| 10 | Пам'ятний знак воїнам-землякам, які загинули в роки Другої світової війни                            | 1968 р.                             | с. Вишнівчик, напроти дитячого садка, зправа від дороги до с. Гвардійськ | 769             | Рішення виконкому Тернопільської обласної ради від 22.03.1971 р. № 147                                                                                          |
| 11 | Пам'ятний знак воїнам-землякам, які загинули в роки Другої світової війни                            | 1969 р.                             | с. Гайворонка, біля церкви                                               | 984             | Рішення виконкому Тернопільської обласної ради від 26.08.1986 р. № 250                                                                                          |
| 12 | Пам'ятний знак воїнам-землякам, які загинули в роки Другої світової війни                            | 1968 р.                             | с. Гвардійське, роздоріжжя напроти будинку культури                      | 941             | Рішення виконкому Тернопільської обласної ради від 27.11.1984 р. № 332                                                                                          |
| 13 | Пам'ятник Герою Радянського Союзу Мокрому Миколі Микитовичу                                          | 1968 р.                             | с. Золотники                                                             | 558             | Рішення виконкому Тернопільської обласної ради від 22.03.1971 р. № 147                                                                                          |
| 14 | Пам'ятне місце, де в роки Великої Вітчизняної війни знаходився командний пункт 625 стрілкового полку | 1984 р.                             | с. Золотники, північно-східний напрямок від села, найвища точка          | 986             | Рішення виконкому Тернопільської обласної ради від 26.08.1986 р № 250.                                                                                          |
| 15 | Братська могила воїнів Радянської армії                                                              | 1956 р., рек. 1967 р., рек. 1987 р. | с. Золотники, роздоріжжя біля кладовища                                  | 755             | Рішення виконкому Тернопільської обласної ради від 22.03.1971 р. № 147                                                                                          |
| 16 | Пам'ятний знак (насип курганного типу) „Борцям за волю України”                                      | 1993 р.                             | с. Золотники, роздоріжжя, неподалік кладовища                            | 1834            | Наказ управління культури Тернопільської обласної державної адміністрації від 18.10.2005 р. № 112                                                               |
| 17 | Братська могила воїнів Української Повстанської Армії (8 чол.)                                       |                                     | с. Котузів, кладовище, південно-західний кут                             | 1836            | Наказ управління культури Тернопільської обласної державної адміністрації від 18.10.2005 р. № 112                                                               |
| 18 | Пам'ятний знак воїнам-землякам, які загинули в роки Другої світової війни                            | 1985 р.                             | с. Котузів, при в’їзді в село, біля головної дороги зліва                | 969             | Рішення виконкому Тернопільської обласної ради від 26.08.1986 р. № 250                                                                                          |
| 19 | Пам'ятний знак воїнам-землякам, які загинули в роки Другої світової війни                            | 1985 р.                             | с. Семиківці                                                             | 973             | Рішення виконкому Тернопільської обласної ради від 26.08.1986 р. № 250                                                                                          |
| 20 | Братська могила Українських Січових Стрільців (95 чол.)                                              |                                     | с. Семиківці, при в’їзді в село, напроти кладовища                       | 1842            | Наказ управління культури Тернопільської обласної державної адміністрації від 18.10.2005 р. № 112                                                               |
| 21 | Пам'ятний знак на могилі де захоронені Теодора і Фелікс Острозькі                                    | 1895                                | с. Соколів, поблизу хутору Панталиха                                     | 3246            | Наказ управління культури Тернопільської обласної державної адміністрації від 24.03.2011 р. № 36                                                                |
| 22 | Пам'ятний знак воїнам-землякам, які загинули в роки Другої світової війни                            | 1975 р.                             | с. Соснів, парк, біля дороги, напроти колишньої молочарні                | 787             | Рішення виконкому Тернопільської обласної ради від 12.06.1978 р. № 286                                                                                          |